# Siosta gloriosa
Siosta gloriosa är en fjärilsart som beskrevs av Walker 1854. Siosta gloriosa ingår i släktet Siosta och familjen mätare. Inga underarter finns listade i Catalogue of Life.